# St Olave’s Church (York)

Karte der mittelalterlichen Kirchen in York

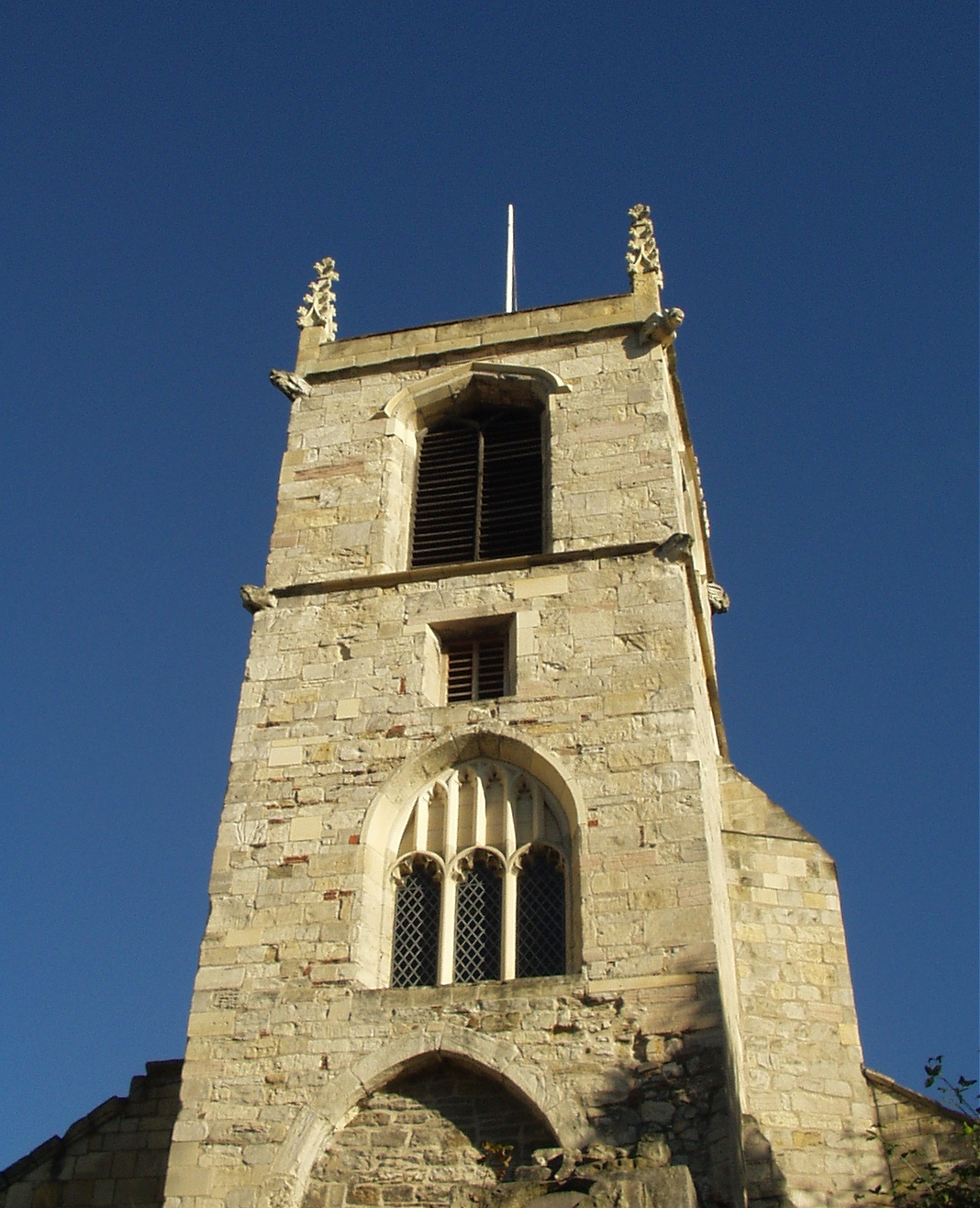
St Olave’s Church, York

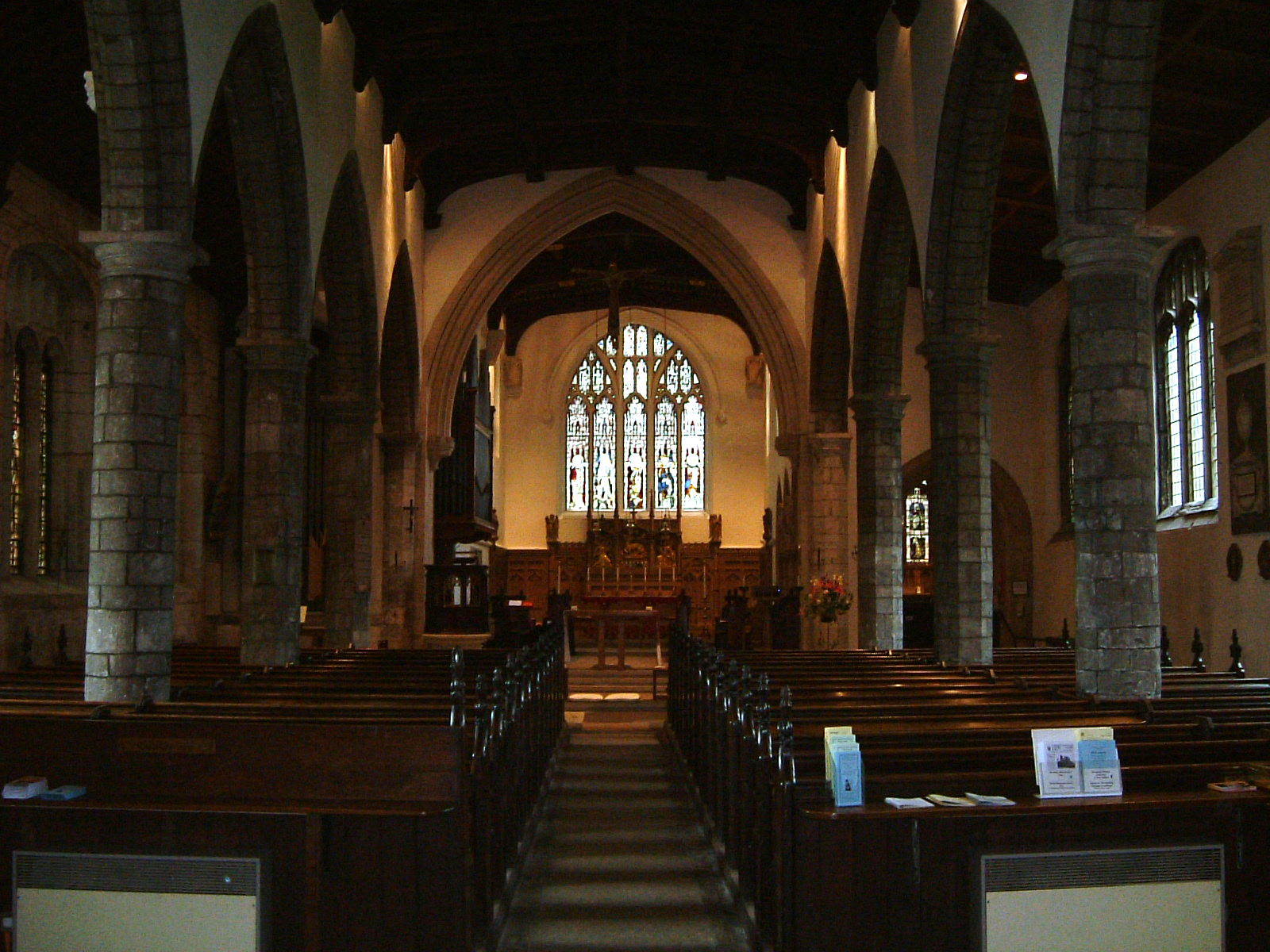
Innenraum von St Olave

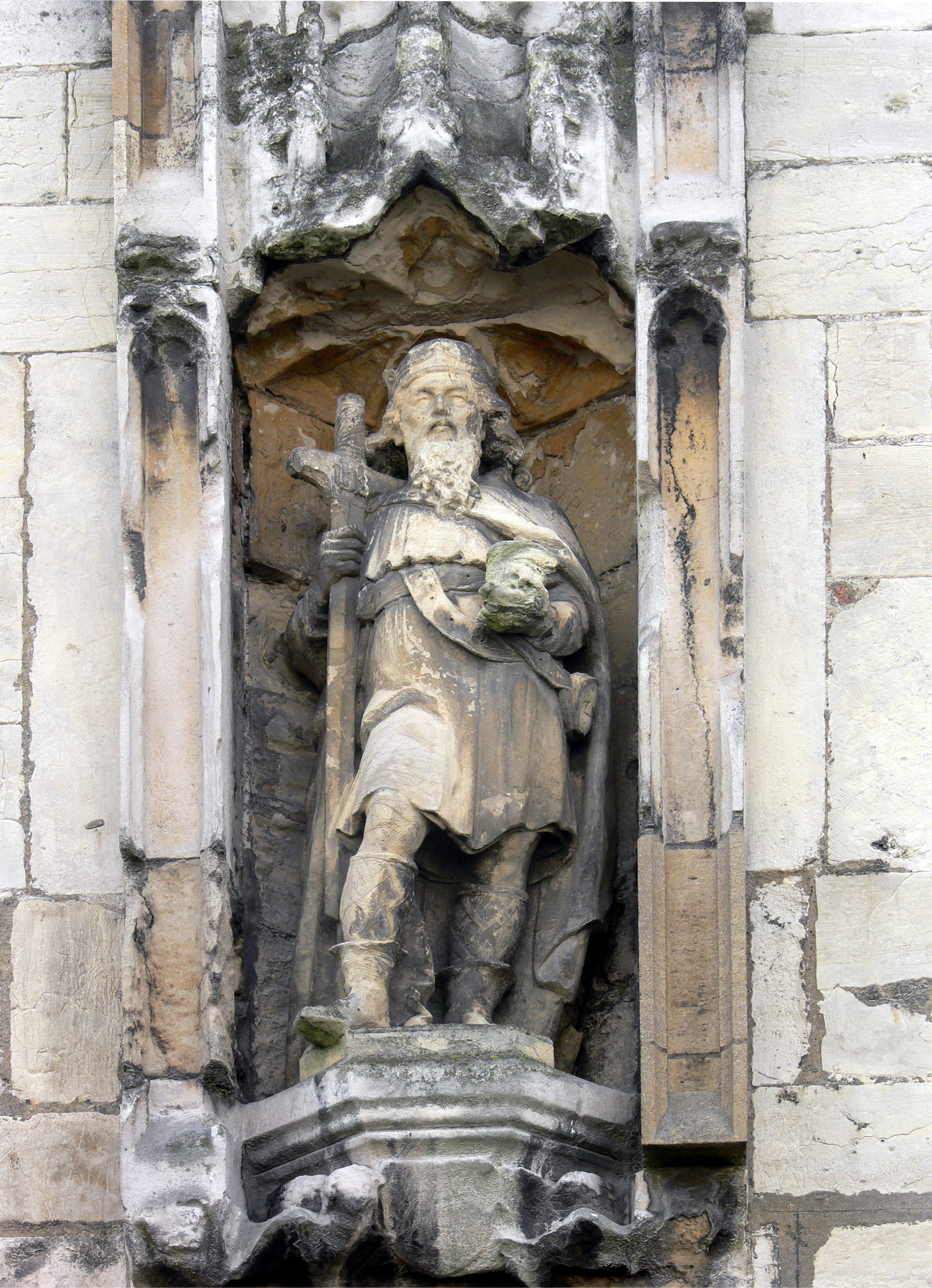
Statue von St Olave

Die St Olave’s Church in York ist eine Pfarrkirche der Church of England. Sie befindet sich in Marygate bei St Mary’s Abbey und ist ein Grade I listed building.

## Geschichte
Die St Olave’s Church befindet sich innerhalb der Mauern der St Mary’s Abbey, die bei der Auflösung der englischen Klöster zerstört wurden. Sie ist Olav II. Haraldsson gewidmet, dem Patron Norwegens. Die Angelsächsische Chronik berichtet unter dem Jahr 1055: „Dieses Jahr starb Siward, Earl of Northumbria in York; und sein Körper liegt im Münster von Galmanho, das er selbst im Namen Gottes und des hl. Olave zur Ehre Gottes und all seiner Heiligen errichten und weihen ließ“.
Galmanho ist ein alter Name für das Gebiet, in dem die Kirche steht und es wird angenommen, dass Siward hier seine Residenz in York hatte. Es ist die erste Erwähnung einer Olaf geweihten Kirche überhaupt.
Die St Olave’s Church wurde im 15. Jahrhundert umfassend umgebaut. Umfangreiche Reparaturen wurden in den 1720er Jahren durchgeführt, einschließlich des Einfügens von Fenstern im Nordschiff, deren Mauer früher als Teil der Abtei und später der Stadtbefestigung gedient hatte. Die Kirche wurde 1848–1849 renoviert und am 14. Februar 1849 der Öffentlichkeit wieder zugänglich gemacht.
Die Kirche wurde ab 1887 erneut renoviert. Nach einer Schließung von 5 Wochen wurde die Kirche am 2. September 1888 wiedereröffnet. Die Decke aus Latte und Gips, die den Mittelgang des Kirchenschiffs bedeckte, wurde entfernt. Die Säulen, Bögen und Nord- und Westwände wurden von Farbe und Gips befreit. Ein neuer Chor wurde 1887–1889 von George Fowler Jones, einem Yorker Architekten, hinzugefügt und 1906 erweitert. Dieser enthält das Ostfenster aus dem 15. Jahrhundert. Trotz dieser Veränderungen ist der Baustil weitgehend der des 15. Jahrhunderts.

## Bestattungen
- Siward, Earl of Northumbria